# Оккамизм

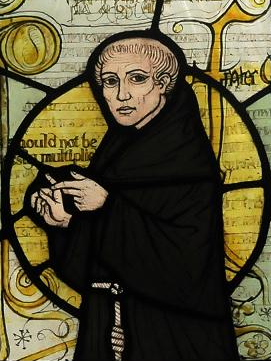
Уильям Оккам — эпоним оккамизма

Оккамизм (или оккамистика) — философское и теологическое учение, разработанное Уильямом Оккамом (1285—1347 гг.) и его учениками, которое получило широкое распространение в XIV веке.
Оккамизм отличался от других схоластических школ по двум основным пунктам: (1) что существуют только индивиды, а не надиндивидуальные метафизические универсалии, сущности или формы (универсалии являются абстрактными продуктами разума и не имеют независимого существования) и (2) редукция онтологии.

## Содержание и метод
Оккамизм ставит под сомнение физическую и аристотелевскую метафизику и, в частности, настаивает на том, что единственная реальность, доступная познанию, является интуитивной. Универсалии, которые существуют только в сознании, не имеют никакого соответствия с реальностью и являются просто знаками, символизирующими множественность индивидуумов. Чем дальше человек уходит от опыта и обобщает, тем больше он представляет себе строение универсума, выражаемого именами. Поэтому необходимо пересмотреть логические структуры дискурса и языка, чтобы отделить знак от означаемой вещи. Критика концепции причины и субстанции, особенно со стороны оккамиста Николая из Отрекура, сводит науку к непосредственным и интуитивным способам познания.
Оккамисты, использующие номиналистический метод, отделяют теологию от аристотелевских основ, лишая их всякой возможности позиционировать себя как науку и снижая доверие к силе разума, применяемой к предполагаемым доказательствам существования Бога и любого бессмертия души. Несмотря на это, они утверждали абсолютную власть Бога объяснять случайность созданий и законы природы. Божественное всемогущество также включает в себя идею о том, что Бог может постичь несуществующий объект: предвосхищение «обманчивого Бога», тему, которую Декарт использовал для утверждения достоверности cogito ergo sum.
Оккамизм оказал широкое влияние между XIV и XVII в., способствуя постепенному исчезновению схоластического аристотелизма.